# Occidozyga
Occidozyga is een geslacht van kikkers uit de familie Dicroglossidae. De groep werd voor het eerst wetenschappelijk beschreven door Heinrich Kuhl & Johan Coenraad van Hasselt in 1822. Ook werd de wetenschappelijke naam Ooeidozyga wel gebruikt.
Er zijn 12 soorten, inclusief de pas in 2011 voor het eerst wetenschappelijk beschreven soort Occidozyga tompotika. Alle soorten komen voor in delen van Azië en leven in de landen China, de Filipijnen, Maleisië, de Soenda-eilanden, Thailand en Vietnam. Vroeger werd de soort Ingerana borealis ook tot dit geslacht gerekend.

## Soorten
Geslacht Occidozyga
- Soort Occidozyga baluensis
- Soort Occidozyga celebensis
- Soort Occidozyga diminutiva
- Soort Occidozyga floresiana
- Soort Occidozyga laevis
- Soort Occidozyga lima
- Soort Occidozyga magnapustulosa
- Soort Occidozyga martensii
- Soort Occidozyga semipalmata
- Soort Occidozyga sumatrana
- Soort Occidozyga tompotika
- Soort Occidozyga vittata

Ingerana · 
Occidozyga